# Felipe Lafita Babío
Felipe Lafita Babío (Portugalete, 21 d'octubre de 1902 - Barcelona, 27 de juny de 1987) fou un enginyer naval basc, acadèmic de la Reial Acadèmia de Ciències Exactes, Físiques i Naturals.

## Biografia
Estudià enginyeria naval, enginyeria aeronàutica i enginyeria industrial a les escoles de Ferrol, Madrid i Barcelona. El 1925 es doctorà en enginyeria naval i el 1932 en enginyeria aeronàutica. El 1939 fou escollit catedràtic de teoria de l'elasticitat i resistència de materials a l'Escola Tècnica Superior d'Enginyers Navals i d'aerodinàmica aplicada a l'Escola d'Enginyers Aeronàutics.
El 1942 va fundar l'Institut Nacional de Tècnica Aeroespacial "Esteban Terradas", del que en fou director fins a 1962. També va dirigir la construcció de la base aèria de Torrejón de Ardoz i el 1952 fou director tècnic de Forces Elèctriques de Catalunya. També fou president de Minas de Utrilla, president d'UTSA, vocal de Carbones de Berga, vocal de l'Empresa Nacional de Aluminio i vocal del CSIC.
Entre altres honors, fou coronel d'enginyers aeronàutics i tinent coronel honorari d'Enginyers de l'Armada. El 1958 fou escollit acadèmic de la Reial Acadèmia de Ciències i Arts de Barcelona. El 1961 fou escollit acadèmic de la Reial Acadèmia de Ciències Exactes, Físiques i Naturals, i va ingressar-hi el 1963 amb el discurs Problemas de vibraciones mecánicas en Ingeniería.

## Obres
- Introducción al Estudio de Vibraciones Mecánicas
- Vibraciones Mecánicas en Ingeniería
- Problemas de Torsión
- Técnica del Hidroavión
- Teoría de la Elasticidad
- Fundamentos de la Resistencia de Materiales
- Aerodinámica Aplicada